# Canadian Championship 2008
Die Canadian Championship, ein Fußballturnier, wurde 2008 zum ersten Mal ausgespielt. Das Turnier fand vom 27. Mai 2008 bis zum 22. Juli 2008 im Liga-Format statt. Jede Mannschaft tritt dabei jeweils einmal zu Hause und einmal auswärts gegen die anderen beiden Teilnehmer an.
Das Teilnehmerfeld in der Erstauflage des Turniers bestand aus Montreal Impact (USL1), Toronto FC (MLS) und den Vancouver Whitecaps (USL1).
Montreal Impact konnte dieses Turnier gewinnen und nahm daher an der ersten CONCACAF Champions League teil. Dort waren sie zur Teilnahme an der Qualifikation berechtigt.

## Turnierverlauf

### Spielplan
Bei Punktgleichheit entscheidet:
1. Tordifferenz
2. Anzahl geschossene Tore
3. Anzahl geschossene Auswärtstore
4. Losentscheid

| Pl. | Verein              | Sp. | S | U | N | Tore    | Diff. | Punkte |
| --- | ------------------- | --- | - | - | - | ------- | ----- | ------ |
| 1.  | Montreal Impact     | 4   | 2 | 1 | 1 | 005:200 | +3    | 07     |
| 2.  | Toronto FC          | 4   | 1 | 2 | 1 | 004:400 | ±0    | 05     |
| 3.  | Vancouver Whitecaps | 4   | 1 | 1 | 2 | 003:600 | −3    | 04     |

|                                      |   |                     |           |
| Dienstag, 27. Mai 2008 in Montreal   |   |                     |           |
| Montreal Impact                      | – | Toronto FC          | 0:1 (0:0) |
| Dienstag, 17. Juni 2008 in Montreal  |   |                     |           |
| Montreal Impact                      | – | Vancouver Whitecaps | 2:0 (2:0) |
| Mittwoch, 25. Juni 2008 in Vancouver |   |                     |           |
| Vancouver Whitecaps                  | – | Montreal Impact     | 0:2 (0:1) |
| Dienstag, 1. Juli 2008 in Toronto    |   |                     |           |
| Toronto FC                           | – | Vancouver Whitecaps | 0:1 (0:1) |
| Mittwoch, 9. Juli 2008 in Vancouver  |   |                     |           |
| Vancouver Whitecaps                  | – | Toronto FC          | 2:2 (1:0) |
| Dienstag, 22. Juli 2008 in Toronto   |   |                     |           |
| Toronto FC                           | – | Montreal Impact     | 1:1 (1:1) |

## Statistik

### Torschützenliste
| Spieler            | Verein              | Tore |
| ------------------ | ------------------- | ---- |
| Eduardo Sebrango   | Vancouver Whitecaps | 2    |
| Roberto Brown      | Montreal Impact     | 2    |
| Rohan Ricketts     | Toronto FC          | 2    |
| Maurice Edu        | Toronto FC          | 1    |
| Joey Gjertsen      | Montreal Impact     | 1    |
| Severino Jefferson | Montreal Impact     | 1    |
| Martin Nash        | Vancouver Whitecaps | 1    |
| David Testo        | Montreal Impact     | 1    |
| Marco Vélez        | Toronto FC          | 1    |

### Spieler des Turniers
Zum Spieler des Turniers wurde Matt Jordan gewählt. Er ist Torhüter von Montreal Impact.

### Weitere Statistiken
- Insgesamt sahen 70.822 Menschen die Spiele in den Stadien. Pro Spiel waren im Durchschnitt 11.804 Zuschauer da.
- In den 6 Spielen wurden 12 Tore geschossen.